# Tour of Chongming Island World Cup 2011
Cet article concerne l'épreuve de Coupe du monde. Pour la course par étapes, voir Tour de l'île de Chongming 2011.
La 2e édition de la Tour of Chongming Island World Cup (littéralement Coupe du monde du Tour de l'île de Chongming) a lieu le 15 mai 2011. C'est la cinquième épreuve de la Coupe du monde de cyclisme sur route féminine 2011. Elle est remportée par l'Allemande Ina-Yoko Teutenberg.

## Équipes
| Équipes féminines professionnelles (9)- Alriksson - Go:Green - China Chongming-Giant - Garmin-Cervélo - Hitec Products-UCK - HTC-Highroad Women - Lotto Honda - Mcipollini-Giordana - Nederland Bloeit - Vaiano Solaristech Équipes nationales (8)- Allemagne - Autriche - Corée du Sud - États-Unis - Italie - Russie - Thaïlande - Ukraine |
| |

## Parcours
Le pont de Chongming est parcouru deux fois, dans un sens et dans l'autre.

## Récit de la course
Valentina Bastianelli réalise une échappée solitaire longue de 70 km. Son avance maximale atteint quatre minute quarante-cinq. La formation HTC-Colombia mène le peloton. La course se conclut au sprint et Ina-Yoko Teutenberg s'impose nettement devant Elizabeth Armitstead. Grâce à sa quatrième place, Annemiek van Vleuten prend la tête de la Coupe du monde.

## Classements

### Classement final
| \| Classement général \| Classement général \| Classement général \| Classement général \| Classement général \| \| Coureuse \| Coureuse \| Pays \| Équipe \| Temps \| \| ------------------ \| -------------------- \| ------------------ \| ------------------- \| ------------------ \| \| 1re \| Ina-Yoko Teutenberg \| Allemagne \| HTC-Highroad Women \| 3 h 36 min 34 s \| \| 2e \| Lizzie Armitstead \| Royaume-Uni \| Garmin-Cervélo \| + 0 s \| \| 3e \| Charlotte Becker \| Allemagne \| HTC-Highroad Women \| + 0 s \| \| 4e \| Annemiek van Vleuten \| Pays-Bas \| Nederland Bloeit \| + 0 s \| \| 5e \| Rasa Leleivytė \| Lituanie \| Vaiano Solaristech \| + 0 s \| \| 6e \| Monia Baccaille \| Italie \| MCipollini-Giordana \| + 0 s \| \| 7e \| Romy Kasper \| Allemagne \| Allemagne \| + 0 s \| \| 8e \| Rochelle Gilmore \| Australie \| Lotto Honda \| + 0 s \| \| 9e \| Giorgia Bronzini \| Italie \| Italie \| + 0 s \| \| 10e \| Isabelle Söderberg \| Suède \| Alriksson-Go:Green \| + 0 s \| |                      |             |                     |                 |
| |                      |             |                     |                 |
| Source : Cycling Quotient |                      |             |                     |                 |
| Classement général |                      |             |                     |                 |
| Coureuse | Coureuse             | Pays        | Équipe              | Temps           |
| 1re | Ina-Yoko Teutenberg  | Allemagne   | HTC-Highroad Women  | 3 h 36 min 34 s |
| 2e | Lizzie Armitstead    | Royaume-Uni | Garmin-Cervélo      | + 0 s           |
| 3e | Charlotte Becker     | Allemagne   | HTC-Highroad Women  | + 0 s           |
| 4e | Annemiek van Vleuten | Pays-Bas    | Nederland Bloeit    | + 0 s           |
| 5e | Rasa Leleivytė       | Lituanie    | Vaiano Solaristech  | + 0 s           |
| 6e | Monia Baccaille      | Italie      | MCipollini-Giordana | + 0 s           |
| 7e | Romy Kasper          | Allemagne   | Allemagne           | + 0 s           |
| 8e | Rochelle Gilmore     | Australie   | Lotto Honda         | + 0 s           |
| 9e | Giorgia Bronzini     | Italie      | Italie              | + 0 s           |
| 10e | Isabelle Söderberg   | Suède       | Alriksson-Go:Green  | + 0 s           |

### Points attribués
| Position           | 1er | 2e | 3e | 4e | 5e | 6e | 7e | 8e | 9e | 10e | 11e | 12e | 13e | 14e | 15e |
| Classement général | 100 | 70 | 40 | 30 | 25 | 20 | 15 | 10 | 9  | 8   | 7   | 6   | 5   | 4   | 3   |